# Colégio da Europa
O Colégio da Europa (francês: Collège d'Europe) é um instituto universitário independente de estudos europeus de pós-graduação fundado em 1949. Possui dois campi, um com sede em Bruges, na Bélgica, e, desde 1993, em Natolin (Varsóvia), na Polónia. O instituto possui o estatuto de "Institution of Public Interest”, de acordo com a lei belga.
Os alunos são geralmente selecionados em cooperação com os Ministério das Relações Exteriores de seus países, e a entrada é altamente competitiva.O Colégio da Europa é bilíngüe, e os alunos devem ter proficiência em inglês e francês. Os alunos recebem um diploma de mestrado avançado após um programa de um ano.
De acordo com o The Times, "o Colégio da Europa na cidade belga medieval de Bruges representa na elite política europeia o que a Harvard Business School é na vida corporativa americana". The Economist o descreve como "uma escola de aperfeiçoamento de elite para os aspirantes a eurocratas" O "Financial Times" descreve o colégio como a elite da Europa. O ex-Comissário Europeu para a Educação, Ján Figel, descreveu o colégio como "um dos centros mais emblemáticos de estudos europeus na União Europeia". Ele também tem sido descrito como "o lugar de liderança para estudar os assuntos europeus" e como "o centro de treinamento de elite para a classe política da União Europeia".

## História
Foi fundado em 1949 pelos líderes europeus fundadores da União Europeia como Salvador de Madariaga, Winston Churchill, Paul-Henri Spaak e Alcide De Gasperi, logo após o do  Congresso de Haia de 1948, para promover um espírito de solidariedade e compreensão mútua entre todas as nações da Europa Ocidental, para fornecer treinamento para indivíduos que defendem esses valores e "para treinar uma elite de jovens executivos para a Europa."
Graças aos esforços dos cidadãos, liderados principalmente pelo padre/reverendo Karel Verleye, a cidade de Bruges foi escolhida como sede do instituto. O professor Hendrik Brugmans foi o seu primeiro reitor, durantes os anos 1950-1972.
As transformações nas regiões central e leste da Europa após a queda do comunismo culminaram no estabelecimento do segundo campus, em Natolin (Varsóvia), após apoio da Comissão Europeia e do governo polaco. O Colégio agora opera como “um Colégio – dois campi”, e o que anteriormente se referia ao “esprit de Bruges” hoje se conhece como “esprit du Collège”.
Em 2012 o Colégio da Europa tournou-se membro apoiador do Movimento Europeu, sublinhando a relação estreita do Movimento Europeu com a criação do Colégio da Europa.

Em 2019 Herman van Rompuy foi escolhido como presidente do conselho do Colégio da Europa. Entre 2009-2019 o posto foi ocupado pelo político espanhol Íñigo Méndez de Vigo.